# Acetogenin
Acetogenini su klasa poliketidnih prirodnih proizvoda prisutnih u biljkama familije Annonaceae. Oni imaju karakteristične linearne, 32- ili 34-ugljenika duge, lance koji sadrže kiseonične funkcionalne grupe, uključujući hidroksilnu, ketonsku, epoksidnu, tetrahidrofuransku i tetrahidropiransku. Oni se često završavaju sa laktonom ili butenolidom. Preko 400 članova ove familije jedinjenja je izolovano iz 51 vrste biljaka.
Primeri
- Anonacin
- Anonini
- Bulatacin
- Uvaricin

## Spoljašnje veze
- Mediji vezani za članak Acetogenin na Vikimedijinoj ostavi